# Venchan
Venchan (en búlgaro: Венчан) es un pueblo en el Municipio de Provadia, Provincia de Varna, Bulgaria. Está situado a 7 km al noroeste de Provadia. Desde 2007 el pueblo tiene 364 habitantes.
Venchan es uno de los asentamientos más antiguos de la región. Hay restos de una necrópolis tracia que datan del siglo VII o VI a. C. También existen ruinas de una fortaleza antigua y medieval. En 1388 la fortaleza fue capturada después de una feroz resistencia ante un ejército otomano durante una gran campaña contra el Imperio búlgaro y el asentamiento fue ocupado por los otomanos. La construcción del ferrocarril entre Ruse y Varna en 1866 que fue aprobada por el pueblo y trajo un poco de prosperidad económica.